# Stephen Thega
Stephen Thega est un boxeur kényan né le 9 février 1946 à Murang'a et mort le 28 septembre 2021 à Nairobi.

## Carrière
Stephen Thega est médaillé d'or dans la catégorie des poids super-welters aux Championnats d'Afrique de boxe amateur 1968 à Lusaka. Il participe aux Jeux olympiques d'été de 1968 à Mexico, où il est éliminé au deuxième tour dans la catégorie des poids super-welters par l'Ouest-Allemand Günther Meier.
Il est ensuite médaillé d'or dans la catégorie des poids mi-lourds aux championnats d'Afrique de Nairobi en 1972. Aux Jeux olympiques d'été de 1972 à Munich, il est éliminé au premier tour dans la catégorie des poids mi-lourds par l'Américain Raymond Russell (en).